# Contea di Logan (Ohio)
La contea di Logan ( in inglese Logan County ) è una contea dello Stato dell'Ohio, negli Stati Uniti. La popolazione al censimento del 2000 era di 46 005 abitanti. Il capoluogo di contea è Bellefontaine.